# ساعة التنفيذ (فلم)
ساعة التنفيذ فيلم دراما مصري من تأليف وإخراج وتمثيل يوسف وهبي لعام 1938، وهو الفيلم السينمائي الرابع ليوسف وهبي، وشارك في البطولة أمينة رزق وسراج منير وزوزو نبيل  وتدور الأحداث حول رؤوف الذي يحب سامية وتتم خطبتها، ولكن بعد أن يسافر رؤوف للخارج فترة ويعود، يكتشف أن خطيبته قد تزوَّجَت بآخر.
صدر الفيلم إلى دور العرض المصرية في أول يناير 1938.
منح موقع قاعدة بيانات الأفلام العربية «السينما.كوم» الفيلم درجة 5.8/ 10.

## أحداث الفيلم
عاد رؤوف سامي (يوسف وهبي) من أوروبا بعد أن أصبح طبيباً فوجد خطيبته سامية (أمينة رزق) زوجة لفؤاد بك راجي التاجر الثري. كانت سامية لا تزال تكن لرؤوف الحب فتتوثق العلاقة من جديد بينهم، ونتج من هذه العلاقة طفل لرؤوف من سامية ولكنه شرعاً يعتبر ابناً لفؤاد بك. تعرف الدكتور رؤوف بفؤاد بك فأكرمه وأحله محل الأخ، فأخذ ضمير رؤوف يؤنبه، وأراد أن يقطع علاقته بسامية غير أن الظروف جعلت فؤاد بك يعرف تلك العلاقة الأثيمة، وفاجأ سامية ذات مرة في أحضان صديقه، فلم تتحمل الزوجة الصدمة وألقت بنفسها من النافذة تاركة الزوج والخليل والابن (إحسان)، وحين كانت تلفظ النفس الأخير باحت لزوجها بسر مولد إحسان، وطلبت إليه أن يحتفظ بالطفل الذي كان محبوباً من الجميع.
توارى رؤوف غير أن توبيخ ضميره طارده وأفقده مركزه الأدبي والمادي، وقد أراد أن يكفر عن ذنوبه فاصطدم بحوادث عديدة صيرته بين كبار المجرمين، وقد جعل رؤوف حياته وقفاً على خدمة ولده الذي لا يعرفه، فكان يحميه عن بعد دون أن يعرف سر أبيه.
حدث أن أراد أحد الخدم أن يفشي سر مولد إحسان وقد تقدم لانتخابات مجلس النواب خدمة لخصمه، فقتله رؤوف وقبض عليه وسيق إلى المحاكمة وإذا بالمحقق هو ولده إحسان وكيل النيابة. قدم رؤوف للمحاكمة وكان إحسان في ذلك الوقت قد اعتزل الوظيفة، وأصبح محامياً وعضواً بمجلس النواب، وفي جلسة محكمة الجنايات فوجئ رؤوف بابنه إحسان وقد دفعه دافع خفي للدفاع عن أبيه دون أن يعرف الحقيقة، وطلب منه أمام القضاة أن يعترف بأسباب الجريمة فهو يشعر أن المجرم قد اقترف القتل لسبب نبيل، فما كان من الوالد إلا أن سخر بدفاعه ووقف يؤكد للمحكمة أنه مجرم وقاتل وعريق في الإجرام. وبينما كان حكم الإعدام ينفذ في الوالد، كان الابن يهنأ بعروسه في شهر العسل.

## طاقم التمثيل
- يوسف وهبي: في دور رؤوف سامي

- أمينة رزق: في دور سامية (خطيبة رؤوف ثم زوجة فؤاد راجي)

بالاشتراك مع: لطيفة نظمي - زوزو نبيل - زينات صدقي - ليلى سلطان - لطيفة أمين - عبد القادر المسيري - عبد العزيز أحمد - حسين صدقي - عبد المجيد شكري - أبو العلا علي - لطفي الحكيم - توفيق صادق - محمد إبراهيم - محمود المليجي.

## وصلات خارجية
- مقالات تستعمل روابط فنية بلا صلة مع ويكي بيانات
- ساعة التنفيذ على الدهليز
- ساعة التنفيذ على كاروهات